# Перейра Кастельнобле, Федерико
Андрес Федерико Перейра Кастельнобле (исп. Andrés Federico Pereira Castelnoble; род. 24 февраля 2000, Монтевидео) — уругвайский футболист, защитник клуба «Толука».

## Клубная карьера
Перейра — воспитанник столичного клуба «Ливерпуль. 4 мая 2019 года в матче против «Бостон Ривер» он дебютировал в уругвайской Примере. 26 февраля 2020 года в поединке Южноамериканского кубка против венесуэльского «Льянерос» Федерико забил свой первый гол за «Ливерпуль». 